# Наджі Таліб
Наджі Таліб (араб. ناجي طالب; 1917 — 23 березня 2012) — іракський державний і політичний діяч, прем'єр-міністр країни у 1966—1967 роках.

## Життєпис
Вищу освіту здобував у Британській військовій академії. У 1954—1955 роках працював військовим аташе в посольстві Іраку у Великій Британії. 1956 року вступив до лав антихашимітської організації Вільні офіцери. Брав активну участь у революції 1958 року. Від 1958 до 1959 року очолював міністерство з соціальних питань, після чого на чотири роки залишив політичне життя.
Після збройного перевороту 8 лютого 1963 року обіймав посаду міністра закордонних справ і як компромісна фігура для різних угруповань упродовж року був технократичним прем'єр-міністром Іраку. Одночасно займав пост міністра нафтової промисловості, успішно врегулювавши галузевий конфлікт з Сирією й Іракською нафтовою компанією. В конфлікті в іракському Курдистані зміг досягнути розколу серед повстанців, але не здобув остаточної військової перемоги над ними.
Це призвело до втрати підтримки глави уряду з боку істотної частини офіцерського корпусу, та в результаті між фракційної боротьби він був відправлений у відставку. Функції прем'єр-міністра взяв на себе президент Абдель Рахман Ареф. Політична криза завершилась після липневого безкровного перевороту 1968 року, організованого партією Баас. Таліб вийшов на пенсію, жив в еміграції й повернувся до Іраку тільки 2003 року.